# Gil Renard
Gilbert "Gil" Renard es un personaje ficticio creado por Peter Abrahams para su novela "The Fan".
En la adaptación cinematográfica en 1996 de la película, Renard es interpretado por Robert De Niro, recibiendo críticas positivas.

## Historia
Gil Renard es un distribuidor de navajas de colección. A pesar de que no obtiene buenos resultados de ganancia, tiene los suficientes ahorros para comprar los boletos de los juegos de béisbol en dónde juegue el equipo San Francisco Giants y dentro de él, su jugador favorito Bobby "Bob" Rayburn (en la película interpretado por Wesley Snipes). Renard es divorciado, pero su expareja le permite llevar a su hijo Richie a los juegos de béisbol. Renard está completamente obsesionado por este deporte y considera a Rayburn el mejor jugador, además de decirse su principal fanático. Al darse cuenta de que Rayburn está jugando mal, decide "ayudarlo", descuidando por completo su trabajo y siendo despedido, lo que provoca su ira contra su jefe y para atemorizarlo clava una navaja en su auto. Luego Renard decide asesinar a Juan Primo, jugador que según él, es el responsable de los malos juegos que ha tenido Rayburn. Luego de esto, Rayburn vuelve a la fama, sin tener la más mínima idea de que un fanático obsesionado es el responsable. Luego de espiar continuamente a Rayburn, Renard logra salvar al hijo de este de ahogarse en el mar. Rayburn en agradecimiento complace a Renard sus deseos de jugar con el béisbol y regalarle ropa. Sin embargo, Rayburn comienza a darse cuenta de la demencia de Renard, cuándo este le pide aceptar que si recuperó su manera buena de jugar, fue por la muerte de Primo. Rayburn se rehúsa a aceptarlo, y Gil en venganza roba su camioneta y al hijo de éste. Gil luego de buscar en el directorio telefónico, encuentra a Coop, un viejo amigo del que siempre hablaba con su hijo y a quién catalogaba como el mejor jugador de béisbol con el que se había encontrado y con quien había convivido. El hijo de Rayburn se da cuenta de que Gil es un psicópata y con la ayuda de Coop logra escapar de él, sin embargo Gil enfurecido ataca a Coop con un bate y le reclama su supuesta traición. Coop le recuerda a Gil que cuando jugaban era en la liga infantil y solo tenían 12 años. Gil completamente cegado, termina con la vida de Coop pegándole con el bate en la cara y después encuentra al hijo de Rayburn. Luego hace una llamada a este diciéndole que si perdía en el juego siguiente, mataría a su hijo. Además quería que al término del juego, Bob dedicara unas palabras a Gil frente a todo el estadio. Bob se da cuenta de que Gil asesinó a Primo y comienza una investigación para encontrar a su hijo. En el siguiente juego, Bob logra ganar, cuándo Gil aparece tratando de arruinar la victoria de Bob. La policía rodea a Gil, pero Bob pide que no lo maten ya que él tiene a su hijo. Gil trata de asesinar a Bob diciéndole que tirara su mejor lanzamiento y antes de que puede lanzarle su navaja, la policía lo tirotea y el cae al piso. El hijo de Bob Rayburn es encontrado, gracias a la ayuda de Richie, el hijo de Gil, en el estadio dónde Gil jugaba de niño y dónde ganó un campeonato cuando tenía 12 años.

## Premios y reconocimientos

### MTV Movie Awards
- Robert de Niro: Nominación a Mejor Villano de 1997.